# Barbara Jordan
Barbara Charline Jordan (Texas, 1936 - 1996) va ser una advocada, educadora i política líder del moviment de drets civils. Com a demòcrata, va ser la primera afroamericana escollida pel Senat de Texas després de la Reconstrucció i la primera dona afroamericana meridional escollida a la Cambra de Representants dels Estats Units. Va ser coneguda sobretot per la seva eloqüent declaració inicial a les audiències del Comitè Judicial de la Cambra durant el procés de destitució contra Richard Nixon, i com la primera afroamericana i la primera dona a pronunciar un discurs principal a la Convenció Nacional Democràtica de 1976. Va rebre la Medalla Presidencial de la Llibertat, entre molts altres honors. Va formar part de la Junta de Jurats dels Premis Peabody del 1978 al 1980. Va ser la primera dona afroamericana enterrada al cementiri estatal de Texas.
El treball de Jordan com a presidenta de la Comissió dels Estats Units sobre la Reforma de la Immigració, que recomanava reduir la immigració legal en un terç, se cita sovint pels restriccionistes de la immigració nord-americana.

## Joventut
Va néixer a Houston, al cinquè barri de Texas. La infància de Jordan es va centrar en la vida de l'església. La seva mare era Arlyne Patten Jordan, mestra a l'església, i el seu pare era Benjamin Jordan, predicador baptista. Barbara Jordan era la menor de tres fills, amb els germans Rose Mary Jordan McGowan i Bennie Jordan Creswell (1933-2000). Jordan va assistir a l'escola primària Roberson. Es va graduar de l'escola secundària Phillis Wheatley el 1952 amb honors.
El discurs que Edith S. Sampson va fer en els seus anys d'institut la va inspirar per a convertir-se en advocada. A causa de la segregació, no va poder assistir a la Universitat de Texas a Austin i va escollir la Texas Southern University, una institució històricament negra, especialitzada en ciències polítiques i història. A la Universitat del Sud de Texas, Jordan va ser campiona nacional dels debats, derrotant oponents de Yale i Brown i empatant amb la Universitat Harvard. Es va graduar de magna cum laude el 1956. Va assistir a la Facultat de Dret de la Universitat de Boston, graduant-se el 1959.
Va ensenyar ciències polítiques al Tuskegee Institute d'Alabama durant un any. El 1960, va tornar a Houston i va iniciar un despatx d'advocats privat.

## Carrera política

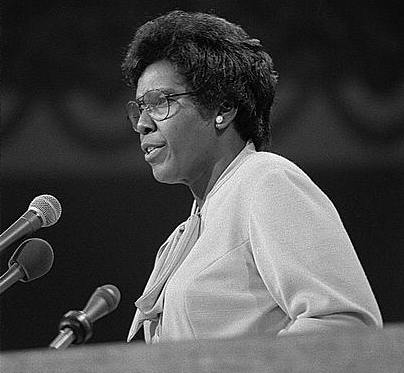
Barbara Jordan va pronunciar el discurs principal abans de la Convenció Nacional Demòcrata de 1976

Va fer una campanya sense èxit el 1962 i el 1964 per la Cambra de Representants de Texas. Va guanyar un escó al Senat de Texas el 1966, convertint-se en la primera senadora estatal afroamericana des del 1883 i en la primera dona negra que va servir en aquest cos. Reelegida per a un mandat complet al Senat de Texas el 1968, va exercir fins al 1972. Va ser la primera dona afroamericana per servir com a president pro tempore del senat estatal i va servir durant 10 juny de 1972, com a governador de Texas. Jordan és l'única dona afroamericana que ha estat governadora d'un estat, excloent els tinents governadors. Durant la seva etapa a la legislatura de Texas, Jordan va patrocinar o co-patrocinar uns 70 projectes de llei.
El 1972 va ser elegida membre de la Cambra de Representants dels Estats Units, la primera dona elegida per dret propi a representar Texas a la Cambra. Va rebre un ampli suport de l'expresident Lyndon B. Johnson, que la va ajudar a aconseguir un lloc al Comitè Judicial de la Cambra. El 1974, va pronunciar un influent discurs televisiu davant el Comitè Judicial de la Cambra donant suport a la destitució del president Richard Nixon, el successor de Johnson com a president. El 1975 va ser nomenada per Carl Albert, llavors president de la Cambra de Representants dels Estats Units, al Comitè de Política i Direcció Democràtica.
El 1976 va sonar com a possible companya de carrera de Jimmy Carter de Geòrgia, i es va convertir en la primera dona afroamericana a pronunciar un discurs principal a la Convenció Nacional Demòcrata. Tot i no ser candidata va rebre un vot delegat (0,03%) com a presidenta a la Convenció.
Es va retirar de la política el 1979 i es va convertir en professora adjunta ensenyant ètica a la Universitat de Texas. Va tornar a ser ponent principal a la Convenció Nacional Demòcrata el 1992.
El 1994, Clinton li va concedir la Medalla Presidencial per la Llibertat i el NAACP li va lliurar la Medalla Spingarn. Va ser homenatjada moltes vegades i va rebre més de 20 títols honorífics d'institucions de tot el país, incloses Harvard i Princeton, i va ser elegida als Salons de la Fama de les Dones de Texas i Nacionals.

### Discursos contra Nixon

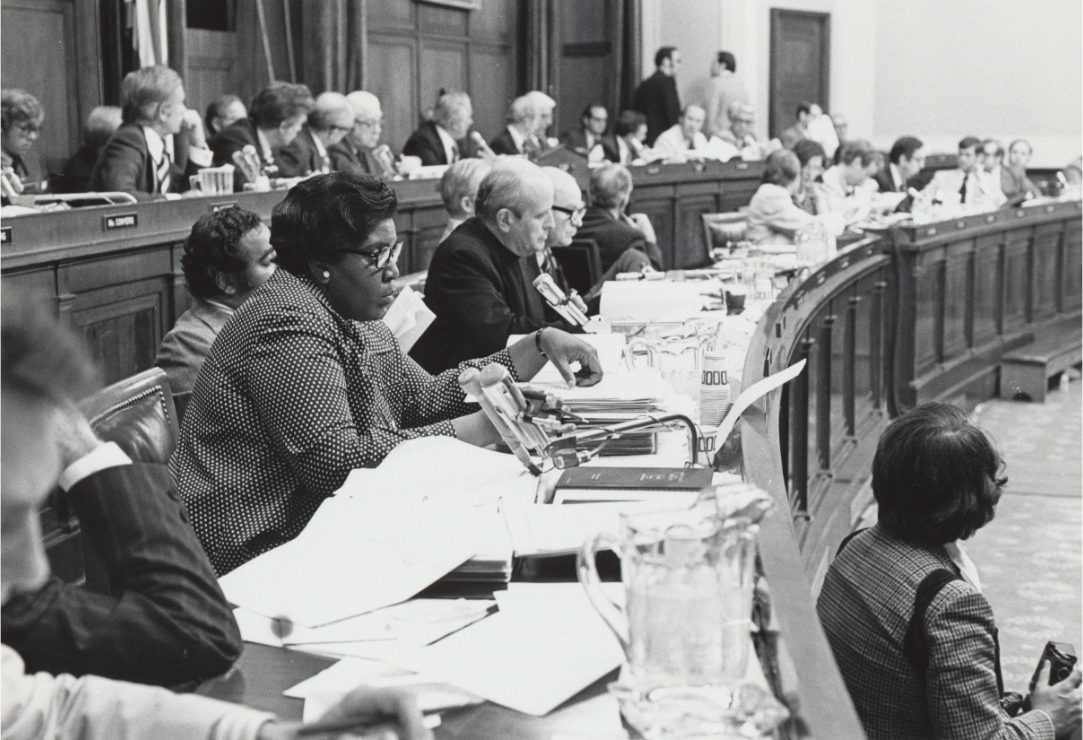
La representant Barbara Jordan (esquerra) es va fer coneguda a nivell nacional per la seva eloqüència durant les audiències de destitució del Comitè Judicial.

El 25 de juliol de 1974, Jordan va pronunciar un discurs televisiu de 15 minuts davant dels membres del Comitè Judicial de la Cambra dels EUA. Va presentar un discurs d'obertura durant les audiències que formaven part del procés de destitució contra Richard Nixon. Es creu que aquest discurs és un dels millors discursos de la història nord-americana del segle xx. Durant tot el seu discurs, Jordan va defensar fermament la Constitució dels Estats Units. Va defensar el sistema de controls i equilibris establerts per impedir que qualsevol polític abusés del seu poder. Jordan mai no va dir que volia que Nixon fos acusat, sinó que de forma subtil i intel·ligent plasmava els seus pensaments. Mostrava fets que demostraven que Nixon no era fiable i que estava molt involucrat en situacions il·legals, i va citar els redactors de la Constitució per argumentar que accions com les de Nixon durant l'escàndol es corresponien amb la seva comprensió dels delictes imputables. Va protestar perquè l'escàndol Watergate arruïnés per sempre la confiança dels ciutadans nord-americans en el seu govern. Aquesta afirmació poderosa i influent va guanyar elogis nacionals per la seva retòrica, moral i saviesa.

### Legislació
Va donar suport a la Llei de reinversió comunitària de 1977, legislació que obligava els bancs a prestar préstecs i a posar a disposició dels serveis serveis les comunitats pobres i minoritàries. Va donar suport a la renovació de la Llei de drets de vot de 1965 i a l'ampliació d'aquesta llei per cobrir les minories lingüístiques; això va estendre la protecció als hispans de Texas i es va oposar al governador de Texas Dolph Briscoe i al secretari d'Estat Mark White. També va ser autora d'un acte que va posar fi a l'autorització federal de fixació de preus per part dels fabricants. Durant el mandat de Jordan com a diputada al Congrés, va patrocinar o copatrocinar més de 300 projectes de llei o resolucions, algunes de les quals encara són vigents avui com a llei.

### Reforma de la immigració
Des del 1994 fins a la seva mort, va presidir la Comissió dels Estats Units per a la Reforma de la Immigració. La comissió va recomanar que la immigració total es reduís en un terç fins a aproximadament 550.000 a l'any. La comissió va donar suport a l'augment de l'aplicació contra els immigrants sense papers i els seus empresaris, eliminant les preferències de visat per a germans i fills adults de ciutadans nord-americans i posant fi a la immigració no qualificada, excepte els refugiats i les famílies nuclears. L'informe de la comissió al Congrés deia que era "un dret i una responsabilitat d'una societat democràtica gestionar la immigració perquè serveixi a l'interès nacional", va concloure que "la immigració legal s'ha reforçat i pot continuar enfortint aquest país" i "decretar l'hostilitat i discriminació contra els immigrants com a antitètica de les tradicions i interessos del país". La comissió va recomanar als Estats Units que reduïssin el nombre de refugiats ingressats anualment a un mínim de 50.000 (aquest nivell s'elevaria durant les emergències).

## Vida personal
La companya de Jordan durant vint anys va ser Nancy Earl, una psicòloga educativa, a qui va conèixer en un viatge de càmping a finals dels anys seixanta. Earl era escriptora ocasional de discursos per a Jordan i, més tard, va cuidar Jordan quan va començar a patir esclerosi múltiple el 1973. Existeixen considerables especulacions sobre la sexualitat de Jordan i la naturalesa de la relació d'ella i d'Earl, cosa que ni Jordan ni Earl han tractat, enregistrat o compartit públicament.
Al documental de la ràdio KUT-FM Redescobrint Barbara Jordan, el president Bill Clinton va dir que l'havia volgut proposar al Tribunal Suprem dels Estats Units, però quan va poder fer-ho, els problemes de salut li van impedir designar-la. Més tard, Jordan també va patir leucèmia.
El 31 de juliol de 1988, Jordan gairebé es va ofegar a la piscina del jardí mentre feia teràpia física, però va ser salvada per Earl, que la va trobar flotant a la piscina i la va recuperar.
Jordan va morir als 59 anys per complicacions de pneumònia el 17 de gener de 1996 a Austin, Texas.

## Reconeixements

### Guardons
- 1984: Saló de la Fama de les Dones de Texas
- 1990: Saló Nacional de la Fama de les Dones
- 1992: Medalla Spingarn del NAACP[29]
- 1993: Premi Elizabeth Blackwell dels col·legis Hobart i William Smith
- 1994: Medalla Presidencial de la Llibertat
- 1995: Segona dona guardonada amb el premi Sylvanus Thayer de l'Acadèmia Militar dels Estats Units[30]

La seva declaració de 1974 sobre els articles de destitució del president Richard Nixon figurava com a número 13 del Top 100 de discursos del segle XX de la retòrica americana (classificats per rànquings).
El seu discurs principal de la Convenció Nacional Democràtica de 1976, el primer discurs principal de la convenció que va fer mai una dona i el primer d'una afroamericana, va figurar com el número 5 dels primers 100 discursos del segle XX de la retòrica americana (classificats per rànquings).

### Homònims
A Texas la terminal principal Aeroport Internacional d'Austin-Bergstrom porta el nom de Jordan. L'aeroport també compta amb una estàtua de l'artista Bruce Wolfe. Un bulevard al centre d'Austin porta el nom de Jordan. Diverses escoles porten el seu nom, incloses escoles primàries a Dallas, Odessa i Austin, Barbara Jordan Early College Prep School, una escola primària a Richmond, Texas, Barbara C. Jordan Intermediate School, una escola mitjana a Cibolo, i l'escola secundària Barbara Jordan de Houston i l'Institut d'Investigació de Polítiques Barbara Jordan de la seva universitària universitària sud de Texas. La Fundació Família Kaiser actualment opera els Barbara Jordan Health Policy Scholars, una beca dissenyada per a persones de color universitaris, gent gran i recents titulats com a experiència d'estiu treballant en una oficina del congrés. També hi ha un parc que porta el nom de Jordan a Needville, Texas (El The Barbara Jordan Park).
A Missouri hi ha l'escola primària del Districte Escolar de la Universitat de la Ciutat rep el seu nom, Barbara C Jordan Elementary a la Universitat de la Ciutat de Missouri (Missouri).